# 2019-es IIHF divízió II-es jégkorong-világbajnokság
A 2019-es IIHF divízió II-es jégkorong-világbajnokság A csoportjának mérkőzéseit Belgrádban, Szerbiában rendezték április 9. és 15. között. A B csoport mérkőzéseit Mexikóvárosban, Mexikóban rendezték április 21. és 27. között.

## A csoport

### Résztvevők
| Csapat        | Kvalifikáció                                      |
| ------------- | ------------------------------------------------- |
| Horvátország  | A 2018-as divízió I/B 6. helyezettje, kiesett.    |
| Ausztrália    | A 2018-as divízió II/A 2. helyezettje.            |
| Szerbia       | Rendező, a 2018-as divízió II/A 3. helyezettje.   |
| Kína          | A 2018-as divízió II/A 4. helyezettje.            |
| Belgium       | A 2018-as divízió II/A 5. helyezettje.            |
| Spanyolország | A 2018-as divízió II/B 1. helyezettje, feljutott. |

### Tabella
| Hely. | Csapat        | M | Gy | HGy | HV | V | G+ | G– | Gk  | P  | Továbbjutás vagy kiesés    |
| ----- | ------------- | - | -- | --- | -- | - | -- | -- | --- | -- | -------------------------- |
| 1.    | Szerbia (R)   | 5 | 3  | 1   | 0  | 1 | 20 | 14 | +6  | 11 | Feljutott a divízió I B-be |
| 2.    | Horvátország  | 5 | 3  | 1   | 0  | 1 | 19 | 9  | +10 | 11 |                            |
| 3.    | Ausztrália    | 5 | 3  | 0   | 1  | 1 | 14 | 10 | +4  | 10 |                            |
| 4.    | Spanyolország | 5 | 2  | 0   | 2  | 1 | 14 | 16 | −2  | 8  |                            |
| 5.    | Kína          | 5 | 1  | 0   | 0  | 4 | 14 | 21 | −7  | 3  |                            |
| 6.    | Belgium       | 5 | 0  | 1   | 0  | 4 | 11 | 22 | −11 | 2  | Kiesett a divízió II B-be  |

1. 1 2  Szerbia 3–1 Horvátország

### Mérkőzések
A mérkőzések kezdési időpontjai helyi idő szerint (UTC+2) értendők.
| 2019. április 9. 13:00 | Spanyolország | 5–3 (2–1, 1–1, 2–1) | Kína | Pionir Jégcsarnok, Belgrád Nézőszám: 68 |

| Jegyzőkönyv | Jegyzőkönyv   | Jegyzőkönyv                            | Jegyzőkönyv | Jegyzőkönyv                                                              |
| --- | ------------- | -------------------------------------- | ----------- | ------------------------------------------------------------------------ |
| | Ander Alcaine | Kapusok                                | Han Pengfei | Játékvezető: Christoph Sternat Vonalbírók: Kensuke Kanazawa David Perduv |
| \| Carbonell (Fuentes, Ubieto) (PP) – 06:38 \| 1–0 \| \| \| \| 1–1 \| 08:48 – Li (Zhang C., Chen Le.) \| \| Fuentes (Burgos, Ubieto) (PP) – 16:27 \| 2–1 \| \| \| \| 2–2 \| 20:41 – Yang (Zhang P., Zhang C.) (PP) \| \| Lasuen – 27:35 \| 3–2 \| \| \| \| 3–3 \| 43:16 – Zhang H. (Liang) \| \| Baldris – 53:50 \| 4–3 \| \| \| Rubio (Carbonell, García) (EN) – 59:16 \| 5–3 \| \| |               |                                        |             | Játékvezető: Christoph Sternat Vonalbírók: Kensuke Kanazawa David Perduv |
| 4 perc | Büntetések    | 10 perc                                |             | Játékvezető: Christoph Sternat Vonalbírók: Kensuke Kanazawa David Perduv |
| 34 | Lövések       | 24                                     |             | Játékvezető: Christoph Sternat Vonalbírók: Kensuke Kanazawa David Perduv |
| Carbonell (Fuentes, Ubieto) (PP) – 06:38 | 1–0           |                                        |             | Játékvezető: Christoph Sternat Vonalbírók: Kensuke Kanazawa David Perduv |
| | 1–1           | 08:48 – Li (Zhang C., Chen Le.)        |             | Játékvezető: Christoph Sternat Vonalbírók: Kensuke Kanazawa David Perduv |
| Fuentes (Burgos, Ubieto) (PP) – 16:27 | 2–1           |                                        |             | Játékvezető: Christoph Sternat Vonalbírók: Kensuke Kanazawa David Perduv |
| | 2–2           | 20:41 – Yang (Zhang P., Zhang C.) (PP) |             |                                                                          |
| Lasuen – 27:35 | 3–2           |                                        |             |                                                                          |
| | 3–3           | 43:16 – Zhang H. (Liang)               |             |                                                                          |
| Baldris – 53:50 | 4–3           |                                        |             |                                                                          |
| Rubio (Carbonell, García) (EN) – 59:16 | 5–3           |                                        |             |                                                                          |

| 2019. április 9. 16:30 | Ausztrália | 3–4 (h.u.) (3–0, 0–2, 0–1) (h.u.: 0–1) | Belgium | Pionir Jégcsarnok, Belgrád Nézőszám: 38 |

| Jegyzőkönyv | Jegyzőkönyv    | Jegyzőkönyv                                           | Jegyzőkönyv    | Jegyzőkönyv                                                             |
| --- | -------------- | ----------------------------------------------------- | -------------- | ----------------------------------------------------------------------- |
| | Anthony Kimlin | Kapusok                                               | Wouter Peeters | Játékvezető: Miroslav Iarets Vonalbírók: Fazekas Tibor Ivan Nedeljković |
| \| Rezek (Baclig) – 01:31 \| 1–0 \| \| \| Malloy (Rezek) – 02:58 \| 2–0 \| \| \| Kubara (Darge, Wong) – 07:17 \| 3–0 \| \| \| \| 3–1 \| 30:13 – De Schepper (Verelst, B. Kolodziejczyk) (PP2) \| \| \| 3–2 \| 31:00 – Verelst (B. Kolodziejczyk, Paulus) (PP) \| \| \| 3–3 \| 40:26 – Verelst (B. Kolodziejczyk) \| \| \| 3–4 \| 62:56 – De Croock (Paulus) \| |                |                                                       |                | Játékvezető: Miroslav Iarets Vonalbírók: Fazekas Tibor Ivan Nedeljković |
| 10 perc | Büntetések     | 4 perc                                                |                | Játékvezető: Miroslav Iarets Vonalbírók: Fazekas Tibor Ivan Nedeljković |
| 32 | Lövések        | 37                                                    |                | Játékvezető: Miroslav Iarets Vonalbírók: Fazekas Tibor Ivan Nedeljković |
| Rezek (Baclig) – 01:31 | 1–0            |                                                       |                | Játékvezető: Miroslav Iarets Vonalbírók: Fazekas Tibor Ivan Nedeljković |
| Malloy (Rezek) – 02:58 | 2–0            |                                                       |                | Játékvezető: Miroslav Iarets Vonalbírók: Fazekas Tibor Ivan Nedeljković |
| Kubara (Darge, Wong) – 07:17 | 3–0            |                                                       |                | Játékvezető: Miroslav Iarets Vonalbírók: Fazekas Tibor Ivan Nedeljković |
| | 3–1            | 30:13 – De Schepper (Verelst, B. Kolodziejczyk) (PP2) |                |                                                                         |
| | 3–2            | 31:00 – Verelst (B. Kolodziejczyk, Paulus) (PP)       |                |                                                                         |
| | 3–3            | 40:26 – Verelst (B. Kolodziejczyk)                    |                |                                                                         |
| | 3–4            | 62:56 – De Croock (Paulus)                            |                |                                                                         |

| 2019. április 9. 20:00 | Szerbia | 3–1 (1–1, 1–0, 1–0) | Horvátország | Pionir Jégcsarnok, Belgrád Nézőszám: 1126 |

| Jegyzőkönyv | Jegyzőkönyv       | Jegyzőkönyv                       | Jegyzőkönyv    | Jegyzőkönyv                                                                   |
| --- | ----------------- | --------------------------------- | -------------- | ----------------------------------------------------------------------------- |
| | Arsenije Ranković | Kapusok                           | Vilim Rosandić | Játékvezető: Jevgēņijs Griškevičs Vonalbírók: Daniel Beresford James Kavanagh |
| \| Sretović (Kastel) (PP) – 13:47 \| 1–0 \| \| \| \| 1–1 \| 16:41 – Janković (L. Jarčov) (PP) \| \| Popravka (Vučurević, Podunavac) – 30:07 \| 2–1 \| \| \| Luković (Sretović, Brkušanin) (ENG) – 59:23 \| 3–1 \| \| |                   |                                   |                | Játékvezető: Jevgēņijs Griškevičs Vonalbírók: Daniel Beresford James Kavanagh |
| 16 perc | Büntetések        | 18 perc                           |                | Játékvezető: Jevgēņijs Griškevičs Vonalbírók: Daniel Beresford James Kavanagh |
| 37 | Lövések           | 30                                |                | Játékvezető: Jevgēņijs Griškevičs Vonalbírók: Daniel Beresford James Kavanagh |
| Sretović (Kastel) (PP) – 13:47 | 1–0               |                                   |                | Játékvezető: Jevgēņijs Griškevičs Vonalbírók: Daniel Beresford James Kavanagh |
| | 1–1               | 16:41 – Janković (L. Jarčov) (PP) |                | Játékvezető: Jevgēņijs Griškevičs Vonalbírók: Daniel Beresford James Kavanagh |
| Popravka (Vučurević, Podunavac) – 30:07 | 2–1               |                                   |                | Játékvezető: Jevgēņijs Griškevičs Vonalbírók: Daniel Beresford James Kavanagh |
| Luković (Sretović, Brkušanin) (ENG) – 59:23 | 3–1               |                                   |                |                                                                               |

| 2019. április 10. 13:00 | Belgium | 2–4 (0–2, 1–0, 1–2) | Spanyolország | Pionir Jégcsarnok, Belgrád Nézőszám: 20 |

| Jegyzőkönyv | Jegyzőkönyv    | Jegyzőkönyv                         | Jegyzőkönyv   | Jegyzőkönyv                                                                  |
| --- | -------------- | ----------------------------------- | ------------- | ---------------------------------------------------------------------------- |
| | Wouter Peeters | Kapusok                             | Ander Alcaine | Játékvezető: Jevgēņijs Griškevičs Vonalbírók: Daniel Beresford Fazekas Tibor |
| \| \| 0–1 \| 02:51 – Granell (Zaballa) \| \| \| 0–2 \| 13:02 – Fuentes \| \| Verelst (B. Kolodziejczyk) (SH) – 20:38 \| 1–2 \| \| \| \| 1–3 \| 41:17 – Rubio (Carbonell, Ubieto) \| \| B. Kolodziejczyk (Neven) – 43:30 \| 2–3 \| \| \| \| 2–4 \| 43:39 – Burgos (Beltrán, Carbonell) \| |                |                                     |               | Játékvezető: Jevgēņijs Griškevičs Vonalbírók: Daniel Beresford Fazekas Tibor |
| 26 perc | Büntetések     | 10 perc                             |               | Játékvezető: Jevgēņijs Griškevičs Vonalbírók: Daniel Beresford Fazekas Tibor |
| 24 | Lövések        | 45                                  |               | Játékvezető: Jevgēņijs Griškevičs Vonalbírók: Daniel Beresford Fazekas Tibor |
| | 0–1            | 02:51 – Granell (Zaballa)           |               | Játékvezető: Jevgēņijs Griškevičs Vonalbírók: Daniel Beresford Fazekas Tibor |
| | 0–2            | 13:02 – Fuentes                     |               | Játékvezető: Jevgēņijs Griškevičs Vonalbírók: Daniel Beresford Fazekas Tibor |
| Verelst (B. Kolodziejczyk) (SH) – 20:38 | 1–2            |                                     |               | Játékvezető: Jevgēņijs Griškevičs Vonalbírók: Daniel Beresford Fazekas Tibor |
| | 1–3            | 41:17 – Rubio (Carbonell, Ubieto)   |               |                                                                              |
| B. Kolodziejczyk (Neven) – 43:30 | 2–3            |                                     |               |                                                                              |
| | 2–4            | 43:39 – Burgos (Beltrán, Carbonell) |               |                                                                              |

| 2019. április 10. 16:30 | Horvátország | 7–0 (2–0, 3–0, 2–0) | Kína | Pionir Jégcsarnok, Belgrád Nézőszám: 42 |

| Jegyzőkönyv | Jegyzőkönyv    | Jegyzőkönyv | Jegyzőkönyv | Jegyzőkönyv                                                         |
| --- | -------------- | ----------- | ----------- | ------------------------------------------------------------------- |
| | Vilim Rosandić | Kapusok     | Sun Zehao   | Játékvezető: Ramon Sterkens Vonalbírók: James Kavanagh David Perduv |
| \| Morrisonn (PP) – 09:20 \| 1–0 \| \| \| Janković (Zanoški, Morrisonn) (PP2) – 10:26 \| 2–0 \| \| \| Šakić (Zanoški, Janković) (PP) – 22:22 \| 3–0 \| \| \| Mirić (Morrisonn, Šakić) (PP) – 37:22 \| 4–0 \| \| \| Šakić (Novak, Mirić) – 39:39 \| 5–0 \| \| \| Novak (Mirić, Šakić) – 50:52 \| 6–0 \| \| \| Kanaet (Janković) – 56:53 \| 7–0 \| \| |                |             |             | Játékvezető: Ramon Sterkens Vonalbírók: James Kavanagh David Perduv |
| 6 perc | Büntetések     | 68 perc     |             | Játékvezető: Ramon Sterkens Vonalbírók: James Kavanagh David Perduv |
| 48 | Lövések        | 19          |             | Játékvezető: Ramon Sterkens Vonalbírók: James Kavanagh David Perduv |
| Morrisonn (PP) – 09:20 | 1–0            |             |             | Játékvezető: Ramon Sterkens Vonalbírók: James Kavanagh David Perduv |
| Janković (Zanoški, Morrisonn) (PP2) – 10:26 | 2–0            |             |             | Játékvezető: Ramon Sterkens Vonalbírók: James Kavanagh David Perduv |
| Šakić (Zanoški, Janković) (PP) – 22:22 | 3–0            |             |             | Játékvezető: Ramon Sterkens Vonalbírók: James Kavanagh David Perduv |
| Mirić (Morrisonn, Šakić) (PP) – 37:22 | 4–0            |             |             |                                                                     |
| Šakić (Novak, Mirić) – 39:39 | 5–0            |             |             |                                                                     |
| Novak (Mirić, Šakić) – 50:52 | 6–0            |             |             |                                                                     |
| Kanaet (Janković) – 56:53 | 7–0            |             |             |                                                                     |

| 2019. április 10. 20:00 | Ausztrália | 3–2 (2–1, 1–0, 0–1) | Szerbia | Pionir Jégcsarnok, Belgrád Nézőszám: 653 |

| Jegyzőkönyv | Jegyzőkönyv    | Jegyzőkönyv                    | Jegyzőkönyv       | Jegyzőkönyv                                                          |
| --- | -------------- | ------------------------------ | ----------------- | -------------------------------------------------------------------- |
| | Anthony Kimlin | Kapusok                        | Arsenije Ranković | Játékvezető: Miroslav Iarets Vonalbírók: Håvar Dahl Kensuke Kanazawa |
| \| \| 0–1 \| 03:17 – Dragutinović (Luković) \| \| Armstrong (Todd, McMahon) (SH) – 10:59 \| 1–1 \| \| \| Virjassov – 14:44 \| 2–1 \| \| \| Woodman (Virjassov, Powell) (PP) – 26:29 \| 3–1 \| \| \| \| 3–2 \| 45:57 – Đumić (Dragović) \| |                |                                |                   | Játékvezető: Miroslav Iarets Vonalbírók: Håvar Dahl Kensuke Kanazawa |
| 29 perc | Büntetések     | 4 perc                         |                   | Játékvezető: Miroslav Iarets Vonalbírók: Håvar Dahl Kensuke Kanazawa |
| 26 | Lövések        | 34                             |                   | Játékvezető: Miroslav Iarets Vonalbírók: Håvar Dahl Kensuke Kanazawa |
| | 0–1            | 03:17 – Dragutinović (Luković) |                   | Játékvezető: Miroslav Iarets Vonalbírók: Håvar Dahl Kensuke Kanazawa |
| Armstrong (Todd, McMahon) (SH) – 10:59 | 1–1            |                                |                   | Játékvezető: Miroslav Iarets Vonalbírók: Håvar Dahl Kensuke Kanazawa |
| Virjassov – 14:44 | 2–1            |                                |                   | Játékvezető: Miroslav Iarets Vonalbírók: Håvar Dahl Kensuke Kanazawa |
| Woodman (Virjassov, Powell) (PP) – 26:29 | 3–1            |                                |                   |                                                                      |
| | 3–2            | 45:57 – Đumić (Dragović)       |                   |                                                                      |

| 2019. április 12. 13:00 | Horvátország | 5–2 (2–0, 1–2, 2–0) | Belgium | Pionir Jégcsarnok, Belgrád Nézőszám: 53 |

| Jegyzőkönyv | Jegyzőkönyv    | Jegyzőkönyv                                   | Jegyzőkönyv    | Jegyzőkönyv                                                            |
| --- | -------------- | --------------------------------------------- | -------------- | ---------------------------------------------------------------------- |
| | Vilim Rosandić | Kapusok                                       | Wouter Peeters | Játékvezető: Miroslav Iarets Vonalbírók: Ivan Nedeljković David Perduv |
| \| Mikulić (Mirić, Srketić) (SH) – 04:19 \| 1–0 \| \| \| Jarčov (Morrisonn, Zanoški) – 04:53 \| 2–0 \| \| \| \| 2–1 \| 27:36 – Verelst (B. Kolodziejczyk, De Croock) \| \| Kanaet (Janković, Srketić) – 31:38 \| 3–1 \| \| \| \| 3–2 \| 38:22 – Paulus (B. Kolodziejczyk, Verelst) \| \| Janković – 57:11 \| 4–2 \| \| \| Šakić (Smolec) (EN) – 59:00 \| 5–2 \| \| |                |                                               |                | Játékvezető: Miroslav Iarets Vonalbírók: Ivan Nedeljković David Perduv |
| 6 perc | Büntetések     | 10 perc                                       |                | Játékvezető: Miroslav Iarets Vonalbírók: Ivan Nedeljković David Perduv |
| 38 | Lövések        | 26                                            |                | Játékvezető: Miroslav Iarets Vonalbírók: Ivan Nedeljković David Perduv |
| Mikulić (Mirić, Srketić) (SH) – 04:19 | 1–0            |                                               |                | Játékvezető: Miroslav Iarets Vonalbírók: Ivan Nedeljković David Perduv |
| Jarčov (Morrisonn, Zanoški) – 04:53 | 2–0            |                                               |                | Játékvezető: Miroslav Iarets Vonalbírók: Ivan Nedeljković David Perduv |
| | 2–1            | 27:36 – Verelst (B. Kolodziejczyk, De Croock) |                | Játékvezető: Miroslav Iarets Vonalbírók: Ivan Nedeljković David Perduv |
| Kanaet (Janković, Srketić) – 31:38 | 3–1            |                                               |                |                                                                        |
| | 3–2            | 38:22 – Paulus (B. Kolodziejczyk, Verelst)    |                |                                                                        |
| Janković – 57:11 | 4–2            |                                               |                |                                                                        |
| Šakić (Smolec) (EN) – 59:00 | 5–2            |                                               |                |                                                                        |

| 2019. április 12. 16:30 | Ausztrália | 4–0 (1–0, 2–0, 1–0) | Spanyolország | Pionir Jégcsarnok, Belgrád Nézőszám: 67 |

| Jegyzőkönyv | Jegyzőkönyv    | Jegyzőkönyv | Jegyzőkönyv   | Jegyzőkönyv                                                               |
| --- | -------------- | ----------- | ------------- | ------------------------------------------------------------------------- |
| | Anthony Kimlin | Kapusok     | Ander Alcaine | Játékvezető: Ramon Sterkens Vonalbírók: Daniel Beresford Kensuke Kanazawa |
| \| Darge (Malloy, Woodman) (PP2) – 13:01 \| 1–0 \| \| \| Baclig (SH) – 25:24 \| 2–0 \| \| \| Lindsay (Webster, Virjassov) – 39:09 \| 3–0 \| \| \| Virjassov (Webster, Taylor) – 55:50 \| 4–0 \| \| |                |             |               | Játékvezető: Ramon Sterkens Vonalbírók: Daniel Beresford Kensuke Kanazawa |
| 8 perc | Büntetések     | 14 perc     |               | Játékvezető: Ramon Sterkens Vonalbírók: Daniel Beresford Kensuke Kanazawa |
| 26 | Lövések        | 37          |               | Játékvezető: Ramon Sterkens Vonalbírók: Daniel Beresford Kensuke Kanazawa |
| Darge (Malloy, Woodman) (PP2) – 13:01 | 1–0            |             |               | Játékvezető: Ramon Sterkens Vonalbírók: Daniel Beresford Kensuke Kanazawa |
| Baclig (SH) – 25:24 | 2–0            |             |               | Játékvezető: Ramon Sterkens Vonalbírók: Daniel Beresford Kensuke Kanazawa |
| Lindsay (Webster, Virjassov) – 39:09 | 3–0            |             |               | Játékvezető: Ramon Sterkens Vonalbírók: Daniel Beresford Kensuke Kanazawa |
| Virjassov (Webster, Taylor) – 55:50 | 4–0            |             |               |                                                                           |

| 2019. április 12. 20:00 | Szerbia | 6–5 (1–2, 1–3, 4–0) | Kína | Pionir Jégcsarnok, Belgrád Nézőszám: 536 |

| Jegyzőkönyv | Jegyzőkönyv                 | Jegyzőkönyv                        | Jegyzőkönyv | Jegyzőkönyv                                                          |
| --- | --------------------------- | ---------------------------------- | ----------- | -------------------------------------------------------------------- |
| | Arsenije Ranković Jug Mitić | Kapusok                            | Han Pengfei | Játékvezető: Christoph Sternat Vonalbírók: Håvar Dahl James Kavanagh |
| \| \| 0–1 \| 10:36 – Li (Chen Le., Chen Z.) \| \| \| 0–2 \| 16:15 – Huang (Yang) (PP) \| \| Lestarić (Novaković, Đumić) – 17:42 \| 1–2 \| \| \| Podunavac (Bosković, Kerezović) (PP) – 22:55 \| 2–2 \| \| \| \| 2–3 \| 26:36 – Yang (Zhang Z., Ying) (PP) \| \| \| 2–4 \| 36:54 – Chen L. (Zhang C., Li) \| \| \| 2–5 \| 38:11 – Xia \| \| Crnogorac (Kerezović, Đumić) – 49:04 \| 3–5 \| \| \| Sabadoš (Đumić, Podunavac) (PP) – 51:33 \| 4–5 \| \| \| Luković (Kastel) (EA) – 58:24 \| 5–5 \| \| \| Kastel (Crnogorac, Sretović) (EA) – 59:46 \| 6–5 \| \| |                             |                                    |             | Játékvezető: Christoph Sternat Vonalbírók: Håvar Dahl James Kavanagh |
| 6 perc | Büntetések                  | 14 perc                            |             | Játékvezető: Christoph Sternat Vonalbírók: Håvar Dahl James Kavanagh |
| 44 | Lövések                     | 28                                 |             | Játékvezető: Christoph Sternat Vonalbírók: Håvar Dahl James Kavanagh |
| | 0–1                         | 10:36 – Li (Chen Le., Chen Z.)     |             | Játékvezető: Christoph Sternat Vonalbírók: Håvar Dahl James Kavanagh |
| | 0–2                         | 16:15 – Huang (Yang) (PP)          |             | Játékvezető: Christoph Sternat Vonalbírók: Håvar Dahl James Kavanagh |
| Lestarić (Novaković, Đumić) – 17:42 | 1–2                         |                                    |             | Játékvezető: Christoph Sternat Vonalbírók: Håvar Dahl James Kavanagh |
| Podunavac (Bosković, Kerezović) (PP) – 22:55 | 2–2                         |                                    |             |                                                                      |
| | 2–3                         | 26:36 – Yang (Zhang Z., Ying) (PP) |             |                                                                      |
| | 2–4                         | 36:54 – Chen L. (Zhang C., Li)     |             |                                                                      |
| | 2–5                         | 38:11 – Xia                        |             |                                                                      |
| Crnogorac (Kerezović, Đumić) – 49:04 | 3–5                         |                                    |             |                                                                      |
| Sabadoš (Đumić, Podunavac) (PP) – 51:33 | 4–5                         |                                    |             |                                                                      |
| Luković (Kastel) (EA) – 58:24 | 5–5                         |                                    |             |                                                                      |
| Kastel (Crnogorac, Sretović) (EA) – 59:46 | 6–5                         |                                    |             |                                                                      |

| 2019. április 13. 13:00 | Kína | 2–3 (0–0, 2–1, 0–2) | Ausztrália | Pionir Jégcsarnok, Belgrád Nézőszám: 62 |

| Jegyzőkönyv | Jegyzőkönyv | Jegyzőkönyv                        | Jegyzőkönyv    | Jegyzőkönyv                                                            |
| --- | ----------- | ---------------------------------- | -------------- | ---------------------------------------------------------------------- |
| | Sun Zehao   | Kapusok                            | Anthony Kimlin | Játékvezető: Ramon Sterkens Vonalbírók: Fazekas Tibor Kensuke Kanazawa |
| \| Chen Li. (Xia) – 25:27 \| 1–0 \| \| \| \| 1–1 \| 25:51 – Darge (Armstrong, Powell) \| \| Zhang Z. (Yang) – 30:43 \| 2–1 \| \| \| \| 2–2 \| 51:16 – Rezek (Haselhurst) \| \| \| 2–3 \| 57:42 – Rezek (Todd, Baclig) (PP2) \| |             |                                    |                | Játékvezető: Ramon Sterkens Vonalbírók: Fazekas Tibor Kensuke Kanazawa |
| 18 perc | Büntetések  | 4 perc                             |                | Játékvezető: Ramon Sterkens Vonalbírók: Fazekas Tibor Kensuke Kanazawa |
| 25 | Lövések     | 45                                 |                | Játékvezető: Ramon Sterkens Vonalbírók: Fazekas Tibor Kensuke Kanazawa |
| Chen Li. (Xia) – 25:27 | 1–0         |                                    |                | Játékvezető: Ramon Sterkens Vonalbírók: Fazekas Tibor Kensuke Kanazawa |
| | 1–1         | 25:51 – Darge (Armstrong, Powell)  |                | Játékvezető: Ramon Sterkens Vonalbírók: Fazekas Tibor Kensuke Kanazawa |
| Zhang Z. (Yang) – 30:43 | 2–1         |                                    |                | Játékvezető: Ramon Sterkens Vonalbírók: Fazekas Tibor Kensuke Kanazawa |
| | 2–2         | 51:16 – Rezek (Haselhurst)         |                |                                                                        |
| | 2–3         | 57:42 – Rezek (Todd, Baclig) (PP2) |                |                                                                        |

| 2019. április 13. 16:30 | Spanyolország | 3–4 (sz.) (1–0, 1–2, 1–1) (h.u.: 0–0) (sz.: 0–1) | Horvátország | Pionir Jégcsarnok, Belgrád Nézőszám: 73 |

| Jegyzőkönyv | Jegyzőkönyv   | Jegyzőkönyv                               | Jegyzőkönyv    | Jegyzőkönyv                                                            |
| --- | ------------- | ----------------------------------------- | -------------- | ---------------------------------------------------------------------- |
| | Ander Alcaine | Kapusok                                   | Vilim Rosandić | Játékvezető: Christoph Sternat Vonalbírók: Håvar Dahl Ivan Nedeljković |
| \| Burgos (Rubio, Carbonell) – 19:29 \| 1–0 \| \| \| Baldris (Burgos) – 24:54 \| 2–0 \| \| \| \| 2–1 \| 28:26 – Vedlin (L. Jarčov, Janković) (PP) \| \| \| 2–2 \| 37:20 – Rene Čanić (Mikulić, Kanaet) \| \| \| 2–3 \| 44:20 – Šakić (Janković, L. Jarčov) \| \| G. González (Granell) (PP) – 47:14 \| 3–3 \| \| |               |                                           |                | Játékvezető: Christoph Sternat Vonalbírók: Håvar Dahl Ivan Nedeljković |
| Burgos Rubio Boronat Fuentes Pantoja | Szétlövés     | Janković Zanoški Mirić Šakić              |                | Játékvezető: Christoph Sternat Vonalbírók: Håvar Dahl Ivan Nedeljković |
| 4 perc | Büntetések    | 8 perc                                    |                | Játékvezető: Christoph Sternat Vonalbírók: Håvar Dahl Ivan Nedeljković |
| 26 | Lövések       | 29                                        |                | Játékvezető: Christoph Sternat Vonalbírók: Håvar Dahl Ivan Nedeljković |
| Burgos (Rubio, Carbonell) – 19:29 | 1–0           |                                           |                | Játékvezető: Christoph Sternat Vonalbírók: Håvar Dahl Ivan Nedeljković |
| Baldris (Burgos) – 24:54 | 2–0           |                                           |                | Játékvezető: Christoph Sternat Vonalbírók: Håvar Dahl Ivan Nedeljković |
| | 2–1           | 28:26 – Vedlin (L. Jarčov, Janković) (PP) |                |                                                                        |
| | 2–2           | 37:20 – Rene Čanić (Mikulić, Kanaet)      |                |                                                                        |
| | 2–3           | 44:20 – Šakić (Janković, L. Jarčov)       |                |                                                                        |
| G. González (Granell) (PP) – 47:14 | 3–3           |                                           |                |                                                                        |

| 2019. április 13. 20:00 | Belgium | 3–6 (1–2, 0–2, 2–2) | Szerbia | Pionir Jégcsarnok, Belgrád Nézőszám: 417 |

| Jegyzőkönyv | Jegyzőkönyv    | Jegyzőkönyv                                 | Jegyzőkönyv       | Jegyzőkönyv                                                                   |
| --- | -------------- | ------------------------------------------- | ----------------- | ----------------------------------------------------------------------------- |
| | Wouter Peeters | Kapusok                                     | Arsenije Ranković | Játékvezető: Jevgēņijs Griškevičs Vonalbírók: Daniel Beresford James Kavanagh |
| \| \| 0–1 \| 04:40 – Dragović (Đumić) \| \| \| 0–2 \| 07:52 – Bosković (Đumić) \| \| Coolen (Verelst, Neven) (PP) – 08:55 \| 1–2 \| \| \| \| 1–3 \| 22:29 – Sretović (Brkušanin) \| \| \| 1–4 \| 33:42 – Brkušanin (Popravka) (PP) \| \| \| 1–5 \| 41:10 – Sretović (Popravka) \| \| B. Kolodziejczyk (Paulus) (SH) – 44:23 \| 2–5 \| \| \| Neven (B. Kolodziejczyk) (PP2) – 45:45 \| 3–5 \| \| \| \| 3–6 \| 57:06 – Bosković (Brkušanin, Luković) (PP2) \| |                |                                             |                   | Játékvezető: Jevgēņijs Griškevičs Vonalbírók: Daniel Beresford James Kavanagh |
| 18 perc | Büntetések     | 35 perc                                     |                   | Játékvezető: Jevgēņijs Griškevičs Vonalbírók: Daniel Beresford James Kavanagh |
| 30 | Lövések        | 38                                          |                   | Játékvezető: Jevgēņijs Griškevičs Vonalbírók: Daniel Beresford James Kavanagh |
| | 0–1            | 04:40 – Dragović (Đumić)                    |                   | Játékvezető: Jevgēņijs Griškevičs Vonalbírók: Daniel Beresford James Kavanagh |
| | 0–2            | 07:52 – Bosković (Đumić)                    |                   | Játékvezető: Jevgēņijs Griškevičs Vonalbírók: Daniel Beresford James Kavanagh |
| Coolen (Verelst, Neven) (PP) – 08:55 | 1–2            |                                             |                   | Játékvezető: Jevgēņijs Griškevičs Vonalbírók: Daniel Beresford James Kavanagh |
| | 1–3            | 22:29 – Sretović (Brkušanin)                |                   |                                                                               |
| | 1–4            | 33:42 – Brkušanin (Popravka) (PP)           |                   |                                                                               |
| | 1–5            | 41:10 – Sretović (Popravka)                 |                   |                                                                               |
| B. Kolodziejczyk (Paulus) (SH) – 44:23 | 2–5            |                                             |                   |                                                                               |
| Neven (B. Kolodziejczyk) (PP2) – 45:45 | 3–5            |                                             |                   |                                                                               |
| | 3–6            | 57:06 – Bosković (Brkušanin, Luković) (PP2) |                   |                                                                               |

| 2019. április 15. 13:00 | Horvátország | 2–1 (1–0, 1–1, 0–0) | Ausztrália | Pionir Jégcsarnok, Belgrád Nézőszám: 79 |

| Jegyzőkönyv | Jegyzőkönyv    | Jegyzőkönyv                  | Jegyzőkönyv    | Jegyzőkönyv                                                         |
| --- | -------------- | ---------------------------- | -------------- | ------------------------------------------------------------------- |
| | Vilim Rosandić | Kapusok                      | Anthony Kimlin | Játékvezető: Ramon Sterkens Vonalbírók: James Kavanagh David Perduv |
| \| Morrisonn (Zanoški) – 00:31 \| 1–0 \| \| \| \| 1–1 \| 32:20 – Rezek (Todd, Malloy) \| \| Kanaet (Morrisonn, Vedlin) (SH) – 38:13 \| 2–1 \| \| |                |                              |                | Játékvezető: Ramon Sterkens Vonalbírók: James Kavanagh David Perduv |
| 34 perc | Büntetések     | 8 perc                       |                | Játékvezető: Ramon Sterkens Vonalbírók: James Kavanagh David Perduv |
| 45 | Lövések        | 39                           |                | Játékvezető: Ramon Sterkens Vonalbírók: James Kavanagh David Perduv |
| Morrisonn (Zanoški) – 00:31 | 1–0            |                              |                | Játékvezető: Ramon Sterkens Vonalbírók: James Kavanagh David Perduv |
| | 1–1            | 32:20 – Rezek (Todd, Malloy) |                | Játékvezető: Ramon Sterkens Vonalbírók: James Kavanagh David Perduv |
| Kanaet (Morrisonn, Vedlin) (SH) – 38:13 | 2–1            |                              |                | Játékvezető: Ramon Sterkens Vonalbírók: James Kavanagh David Perduv |

| 2019. április 15. 16:30 | Kína | 4–0 (1–0, 2–0, 1–0) | Belgium | Pionir Jégcsarnok, Belgrád Nézőszám: 26 |

| Jegyzőkönyv | Jegyzőkönyv | Jegyzőkönyv | Jegyzőkönyv                        | Jegyzőkönyv                                                             |
| --- | ----------- | ----------- | ---------------------------------- | ----------------------------------------------------------------------- |
| | Sun Zehao   | Kapusok     | Wouter Peeters Cisse Van der Weyde | Játékvezető: Miroslav Iarets Vonalbírók: Fazekas Tibor Kensuke Kanazawa |
| \| Zhang Z. (Hu) – 04:08 \| 1–0 \| \| \| Ying (Hu, Wang) – 34:42 \| 2–0 \| \| \| Zhang Z. (Ying, Xiang) (PP) – 37:35 \| 3–0 \| \| \| Zhang C. – 53:03 \| 4–0 \| \| |             |             |                                    | Játékvezető: Miroslav Iarets Vonalbírók: Fazekas Tibor Kensuke Kanazawa |
| 39 perc | Büntetések  | 53 perc     |                                    | Játékvezető: Miroslav Iarets Vonalbírók: Fazekas Tibor Kensuke Kanazawa |
| 25 | Lövések     | 34          |                                    | Játékvezető: Miroslav Iarets Vonalbírók: Fazekas Tibor Kensuke Kanazawa |
| Zhang Z. (Hu) – 04:08 | 1–0         |             |                                    | Játékvezető: Miroslav Iarets Vonalbírók: Fazekas Tibor Kensuke Kanazawa |
| Ying (Hu, Wang) – 34:42 | 2–0         |             |                                    | Játékvezető: Miroslav Iarets Vonalbírók: Fazekas Tibor Kensuke Kanazawa |
| Zhang Z. (Ying, Xiang) (PP) – 37:35 | 3–0         |             |                                    | Játékvezető: Miroslav Iarets Vonalbírók: Fazekas Tibor Kensuke Kanazawa |
| Zhang C. – 53:03 | 4–0         |             |                                    |                                                                         |

| 2019. április 15. 20:00 | Szerbia | 3–2 (sz.) (1–0, 0–1, 1–1) (h.u.: 0–0) (sz.: 1–0) | Spanyolország | Pionir Jégcsarnok, Belgrád Nézőszám: 1276 |

| Jegyzőkönyv | Jegyzőkönyv       | Jegyzőkönyv                             | Jegyzőkönyv   | Jegyzőkönyv                                                            |
| --- | ----------------- | --------------------------------------- | ------------- | ---------------------------------------------------------------------- |
| | Arsenije Ranković | Kapusok                                 | Ander Alcaine | Játékvezető: Christoph Sternat Vonalbírók: Daniel Beresford Håvar Dahl |
| \| Luković (Brkušanin, Ilić) – 04:10 \| 1–0 \| \| \| \| 1–1 \| 26:03 – González (Betrán, Fuentes) \| \| \| 1–2 \| 46:34 – Rubio (Carbonell, Fuentes) (PP) \| \| Bošković (EA) – 59:32 \| 2–2 \| \| |                   |                                         |               | Játékvezető: Christoph Sternat Vonalbírók: Daniel Beresford Håvar Dahl |
| Kerezović Đumić Popravka Sretović Brkušanin | Szétlövés         | Pantoja Rubio Boronat González Ubieto   |               | Játékvezető: Christoph Sternat Vonalbírók: Daniel Beresford Håvar Dahl |
| 6 perc | Büntetések        | 4 perc                                  |               | Játékvezető: Christoph Sternat Vonalbírók: Daniel Beresford Håvar Dahl |
| 42 | Lövések           | 31                                      |               | Játékvezető: Christoph Sternat Vonalbírók: Daniel Beresford Håvar Dahl |
| Luković (Brkušanin, Ilić) – 04:10 | 1–0               |                                         |               | Játékvezető: Christoph Sternat Vonalbírók: Daniel Beresford Håvar Dahl |
| | 1–1               | 26:03 – González (Betrán, Fuentes)      |               | Játékvezető: Christoph Sternat Vonalbírók: Daniel Beresford Håvar Dahl |
| | 1–2               | 46:34 – Rubio (Carbonell, Fuentes) (PP) |               |                                                                        |
| Bošković (EA) – 59:32 | 2–2               |                                         |               |                                                                        |

## B csoport

### Résztvevők
| Csapat      | Kvalifikáció                                     |
| ----------- | ------------------------------------------------ |
| Izland      | A 2018-as divízió II/A 6. helyezettje, kiesett.  |
| Új-Zéland   | A 2018-as divízió II/B 2. helyezettje.           |
| Izland      | A 2018-as divízió II/B 3. helyezettje.           |
| Észak-Korea | A 2018-as divízió II/B 4. helyezettje.           |
| Mexikó      | Rendező, a 2018-as divízió II/B 5. helyezettje.  |
| Grúzia      | A 2018-as divízió III 1. helyezettje, feljutott. |

### Tabella
| Hely. | Csapat      | M | Gy | HGy | HV | V | G+ | G– | Gk  | P  | Továbbjutás vagy kiesés     |
| ----- | ----------- | - | -- | --- | -- | - | -- | -- | --- | -- | --------------------------- |
| 1.    | Izrael      | 5 | 4  | 1   | 0  | 0 | 32 | 16 | +16 | 14 | Feljutott a divízió II A-ba |
| 2.    | Izland      | 5 | 3  | 0   | 0  | 2 | 26 | 15 | +11 | 9  |                             |
| 3.    | Új-Zéland   | 5 | 3  | 0   | 0  | 2 | 26 | 18 | +8  | 9  |                             |
| 4.    | Grúzia      | 5 | 2  | 0   | 0  | 3 | 18 | 27 | −9  | 6  |                             |
| 5.    | Mexikó (R)  | 5 | 1  | 0   | 1  | 3 | 17 | 25 | −8  | 4  |                             |
| 6.    | Észak-Korea | 5 | 1  | 0   | 0  | 4 | 19 | 37 | −18 | 3  | Kiesett a divízió III A-ba  |

1. 1 2  Izland 4–2 Új-Zéland

### Mérkőzések
A mérkőzések kezdési időpontjai helyi idő szerint (UTC−5) értendők.
| 2019. április 21. 13:00 | Izrael | 6–3 (2–1, 2–1, 2–1) | Izland | Santa Fe jégpálya, Mexikóváros Nézőszám: 750 |

| Jegyzőkönyv | Jegyzőkönyv | Jegyzőkönyv                            | Jegyzőkönyv     | Jegyzőkönyv                                                                  |
| --- | ----------- | -------------------------------------- | --------------- | ---------------------------------------------------------------------------- |
| | Nir Tichon  | Kapusok                                | Dennis Hedström | Játékvezető: Andrew Thackaberry Vonalbírók: Justin Cornell Marc-Henri Progin |
| \| Ben Tiv (Frenkel, Halpert) – 07:26 \| 1–0 \| \| \| \| 1–1 \| 09:22 - Jakobsson (Atlason, Knútsson) \| \| Mazour (Klein, Frenkel) (PP) – 14:23 \| 2–1 \| \| \| Vernyy – 21:36 \| 3–1 \| \| \| Mazour (Kozevnikov) (PP) – 36:23 \| 4–1 \| \| \| \| 4–2 \| 39:25 - Atlason (Knútsson, Sigurðsson) \| \| \| 4–3 \| 57:45 - Sigurðsson (Orongan) (EA) \| \| Halpert (Sherbatov) (EN) – 58:28 \| 5–3 \| \| \| R. Aharonovich (EN) – 59:46 \| 6–3 \| \| |             |                                        |                 | Játékvezető: Andrew Thackaberry Vonalbírók: Justin Cornell Marc-Henri Progin |
| 6 perc | Büntetések  | 24 perc                                |                 | Játékvezető: Andrew Thackaberry Vonalbírók: Justin Cornell Marc-Henri Progin |
| 40 | Lövések     | 32                                     |                 | Játékvezető: Andrew Thackaberry Vonalbírók: Justin Cornell Marc-Henri Progin |
| Ben Tiv (Frenkel, Halpert) – 07:26 | 1–0         |                                        |                 | Játékvezető: Andrew Thackaberry Vonalbírók: Justin Cornell Marc-Henri Progin |
| | 1–1         | 09:22 - Jakobsson (Atlason, Knútsson)  |                 | Játékvezető: Andrew Thackaberry Vonalbírók: Justin Cornell Marc-Henri Progin |
| Mazour (Klein, Frenkel) (PP) – 14:23 | 2–1         |                                        |                 | Játékvezető: Andrew Thackaberry Vonalbírók: Justin Cornell Marc-Henri Progin |
| Vernyy – 21:36 | 3–1         |                                        |                 |                                                                              |
| Mazour (Kozevnikov) (PP) – 36:23 | 4–1         |                                        |                 |                                                                              |
| | 4–2         | 39:25 - Atlason (Knútsson, Sigurðsson) |                 |                                                                              |
| | 4–3         | 57:45 - Sigurðsson (Orongan) (EA)      |                 |                                                                              |
| Halpert (Sherbatov) (EN) – 58:28 | 5–3         |                                        |                 |                                                                              |
| R. Aharonovich (EN) – 59:46 | 6–3         |                                        |                 |                                                                              |

| 2019. április 21. 16:30 | Grúzia | 4–9 (2–2, 2–3, 0–4) | Észak-Korea | Santa Fe jégpálya, Mexikóváros Nézőszám: 753 |

| Jegyzőkönyv | Jegyzőkönyv    | Jegyzőkönyv                         | Jegyzőkönyv        | Jegyzőkönyv                                                        |
| --- | -------------- | ----------------------------------- | ------------------ | ------------------------------------------------------------------ |
| | Andrey Ilyenko | Kapusok                             | Pak Il Jo Kwang-su | Játékvezető: Tim Tzirtziganis Vonalbírók: Anže Bergant Sem Ramírez |
| \| Kozyulin (Obolgogiani) – 05:08 \| 1–0 \| \| \| \| 1–1 \| 08:36 – Hong \| \| \| 1–2 \| 09:17 – Kang M. (Kang I., Ryu) (PP) \| \| Vasilchenko (Zhuzhunashvili) – 18:09 \| 2–2 \| \| \| Kochkin (Zhuzhunashvili) (SH) – 22:40 \| 3–2 \| \| \| Kharizov (Tsomaia) – 23:51 \| 4–2 \| \| \| \| 4–3 \| 24:42 – Hong (Kang M.) \| \| \| 4–4 \| 36:16 – Ri K. (Kang M., Ryu) (PP) \| \| \| 4–5 \| 37:18 – Hong (Kang I., Kim H.) \| \| \| 4–6 \| 44:03 – Ri S. (Kang I.) \| \| \| 4–7 \| 46:10 – Ri S. (Kang I.) \| \| \| 4–8 \| 52:34 – An (Hong, Kim Kw.) (PP) \| \| \| 4–9 \| 53:57 – Hong (Kim Kw.) \| |                |                                     |                    | Játékvezető: Tim Tzirtziganis Vonalbírók: Anže Bergant Sem Ramírez |
| 53 perc | Büntetések     | 14 perc                             |                    | Játékvezető: Tim Tzirtziganis Vonalbírók: Anže Bergant Sem Ramírez |
| 40 | Lövések        | 40                                  |                    | Játékvezető: Tim Tzirtziganis Vonalbírók: Anže Bergant Sem Ramírez |
| Kozyulin (Obolgogiani) – 05:08 | 1–0            |                                     |                    | Játékvezető: Tim Tzirtziganis Vonalbírók: Anže Bergant Sem Ramírez |
| | 1–1            | 08:36 – Hong                        |                    | Játékvezető: Tim Tzirtziganis Vonalbírók: Anže Bergant Sem Ramírez |
| | 1–2            | 09:17 – Kang M. (Kang I., Ryu) (PP) |                    | Játékvezető: Tim Tzirtziganis Vonalbírók: Anže Bergant Sem Ramírez |
| Vasilchenko (Zhuzhunashvili) – 18:09 | 2–2            |                                     |                    |                                                                    |
| Kochkin (Zhuzhunashvili) (SH) – 22:40 | 3–2            |                                     |                    |                                                                    |
| Kharizov (Tsomaia) – 23:51 | 4–2            |                                     |                    |                                                                    |
| | 4–3            | 24:42 – Hong (Kang M.)              |                    |                                                                    |
| | 4–4            | 36:16 – Ri K. (Kang M., Ryu) (PP)   |                    |                                                                    |
| | 4–5            | 37:18 – Hong (Kang I., Kim H.)      |                    |                                                                    |
| | 4–6            | 44:03 – Ri S. (Kang I.)             |                    |                                                                    |
| | 4–7            | 46:10 – Ri S. (Kang I.)             |                    |                                                                    |
| | 4–8            | 52:34 – An (Hong, Kim Kw.) (PP)     |                    |                                                                    |
| | 4–9            | 53:57 – Hong (Kim Kw.)              |                    |                                                                    |

| 2019. április 21. 20:15 | Új-Zéland | 7–2 (4–1, 3–1, 0–0) | Mexikó | Santa Fe jégpálya, Mexikóváros Nézőszám: 1250 |

| Jegyzőkönyv | Jegyzőkönyv   | Jegyzőkönyv                   | Jegyzőkönyv                             | Jegyzőkönyv                                                      |
| --- | ------------- | ----------------------------- | --------------------------------------- | ---------------------------------------------------------------- |
| | Richard Parry | Kapusok                       | Andrés de la Garma Sebastián de la Vega | Játékvezető: Tomasz Radzik Vonalbírók: Sergio Biec Tomáš Brejcha |
| \| Eaden (Heyd, Lee) – 03:04 \| 1–0 \| \| \| \| 1–1 \| 03:43 – Majul (Cruz) \| \| Strayer (Polozov, Amston) (PP) – 10:31 \| 2–1 \| \| \| Challis (Lee, Eaden) (PP) – 19:13 \| 3–1 \| \| \| Cox (Eaden, Schneider) – 19:46 \| 4–1 \| \| \| \| 4–2 \| 20:50 – Gómez (Sierra, Pérez) \| \| Schneider (Strayer, Polozov) (PP) – 23:10 \| 5–2 \| \| \| Amston (PP) – 32:36 \| 6–2 \| \| \| Cox (Schneider, Polozov) – 38:50 \| 7–2 \| \| |               |                               |                                         | Játékvezető: Tomasz Radzik Vonalbírók: Sergio Biec Tomáš Brejcha |
| 16 perc | Büntetések    | 20 perc                       |                                         | Játékvezető: Tomasz Radzik Vonalbírók: Sergio Biec Tomáš Brejcha |
| 44 | Lövések       | 24                            |                                         | Játékvezető: Tomasz Radzik Vonalbírók: Sergio Biec Tomáš Brejcha |
| Eaden (Heyd, Lee) – 03:04 | 1–0           |                               |                                         | Játékvezető: Tomasz Radzik Vonalbírók: Sergio Biec Tomáš Brejcha |
| | 1–1           | 03:43 – Majul (Cruz)          |                                         | Játékvezető: Tomasz Radzik Vonalbírók: Sergio Biec Tomáš Brejcha |
| Strayer (Polozov, Amston) (PP) – 10:31 | 2–1           |                               |                                         | Játékvezető: Tomasz Radzik Vonalbírók: Sergio Biec Tomáš Brejcha |
| Challis (Lee, Eaden) (PP) – 19:13 | 3–1           |                               |                                         |                                                                  |
| Cox (Eaden, Schneider) – 19:46 | 4–1           |                               |                                         |                                                                  |
| | 4–2           | 20:50 – Gómez (Sierra, Pérez) |                                         |                                                                  |
| Schneider (Strayer, Polozov) (PP) – 23:10 | 5–2           |                               |                                         |                                                                  |
| Amston (PP) – 32:36 | 6–2           |                               |                                         |                                                                  |
| Cox (Schneider, Polozov) – 38:50 | 7–2           |                               |                                         |                                                                  |

| 2019. április 22. 13:00 | Izland | 8–0 (4–0, 3–0, 1–0) | Észak-Korea | Santa Fe jégpálya, Mexikóváros Nézőszám: 100 |

| Jegyzőkönyv | Jegyzőkönyv     | Jegyzőkönyv | Jegyzőkönyv        | Jegyzőkönyv                                                    |
| --- | --------------- | ----------- | ------------------ | -------------------------------------------------------------- |
| | Dennis Hedström | Kapusok     | Jo Kwang-su Pak Il | Játékvezető: Benas Jakšys Vonalbírók: Anže Bergant Sergio Biec |
| \| Leifsson (Mikaelsson) – 01:18 \| 1–0 \| \| \| Račanský (Knútsson) (SH) – 02:34 \| 2–0 \| \| \| Mikaelsson (Leifsson, Sigrunarson) (PP) – 08:34 \| 3–0 \| \| \| Račanský (Orongan, Sigurðsson) (PP) – 12:00 \| 4–0 \| \| \| Leifsson (PS) – 24:52 \| 5–0 \| \| \| Leifsson – 30:46 \| 6–0 \| \| \| Sigurðsson – 36:44 \| 7–0 \| \| \| Sigurðsson (Pålsson) – 51:13 \| 8–0 \| \| |                 |             |                    | Játékvezető: Benas Jakšys Vonalbírók: Anže Bergant Sergio Biec |
| 20 perc | Büntetések      | 20 perc     |                    | Játékvezető: Benas Jakšys Vonalbírók: Anže Bergant Sergio Biec |
| 58 | Lövések         | 15          |                    | Játékvezető: Benas Jakšys Vonalbírók: Anže Bergant Sergio Biec |
| Leifsson (Mikaelsson) – 01:18 | 1–0             |             |                    | Játékvezető: Benas Jakšys Vonalbírók: Anže Bergant Sergio Biec |
| Račanský (Knútsson) (SH) – 02:34 | 2–0             |             |                    | Játékvezető: Benas Jakšys Vonalbírók: Anže Bergant Sergio Biec |
| Mikaelsson (Leifsson, Sigrunarson) (PP) – 08:34 | 3–0             |             |                    | Játékvezető: Benas Jakšys Vonalbírók: Anže Bergant Sergio Biec |
| Račanský (Orongan, Sigurðsson) (PP) – 12:00 | 4–0             |             |                    |                                                                |
| Leifsson (PS) – 24:52 | 5–0             |             |                    |                                                                |
| Leifsson – 30:46 | 6–0             |             |                    |                                                                |
| Sigurðsson – 36:44 | 7–0             |             |                    |                                                                |
| Sigurðsson (Pålsson) – 51:13 | 8–0             |             |                    |                                                                |

| 2019. április 22. 16:30 | Új-Zéland | 3–5 (1–1, 0–2, 2–2) | Izrael | Santa Fe jégpálya, Mexikóváros Nézőszám: 208 |

| Jegyzőkönyv | Jegyzőkönyv   | Jegyzőkönyv                                   | Jegyzőkönyv | Jegyzőkönyv                                                             |
| --- | ------------- | --------------------------------------------- | ----------- | ----------------------------------------------------------------------- |
| | Richard Parry | Kapusok                                       | Nir Tichon  | Játékvezető: Tim Tzirtziganis Vonalbírók: Justin Cornell Lasse Dahlerup |
| \| \| 0–1 \| 08:16 – Kozhevnikov \| \| Schneider (Strayer, Cox) (PP) – 17:12 \| 1–1 \| \| \| \| 1–2 \| 28:59 – Frenkel (Klein) \| \| \| 1–3 \| 38:33 – Kozhevnikov \| \| Heyd (Eaden, Craig) \| 2–3 \| \| \| \| 2–4 \| 47:04 – Kozhevnikov (Kozevnikov, Geller) (PP) \| \| Amston – 51:26 \| 3–4 \| \| \| \| 3–5 \| 59:55 – Sherbatov (ENG) \| |               |                                               |             | Játékvezető: Tim Tzirtziganis Vonalbírók: Justin Cornell Lasse Dahlerup |
| 4 perc | Büntetések    | 12 perc                                       |             | Játékvezető: Tim Tzirtziganis Vonalbírók: Justin Cornell Lasse Dahlerup |
| 31 | Lövések       | 35                                            |             | Játékvezető: Tim Tzirtziganis Vonalbírók: Justin Cornell Lasse Dahlerup |
| | 0–1           | 08:16 – Kozhevnikov                           |             | Játékvezető: Tim Tzirtziganis Vonalbírók: Justin Cornell Lasse Dahlerup |
| Schneider (Strayer, Cox) (PP) – 17:12 | 1–1           |                                               |             | Játékvezető: Tim Tzirtziganis Vonalbírók: Justin Cornell Lasse Dahlerup |
| | 1–2           | 28:59 – Frenkel (Klein)                       |             | Játékvezető: Tim Tzirtziganis Vonalbírók: Justin Cornell Lasse Dahlerup |
| | 1–3           | 38:33 – Kozhevnikov                           |             |                                                                         |
| Heyd (Eaden, Craig) | 2–3           |                                               |             |                                                                         |
| | 2–4           | 47:04 – Kozhevnikov (Kozevnikov, Geller) (PP) |             |                                                                         |
| Amston – 51:26 | 3–4           |                                               |             |                                                                         |
| | 3–5           | 59:55 – Sherbatov (ENG)                       |             |                                                                         |

| 2019. április 22. 20:00 | Mexikó | 2–3 (1–1, 0–1, 1–1) | Grúzia | Santa Fe jégpálya, Mexikóváros Nézőszám: 798 |

| Jegyzőkönyv | Jegyzőkönyv        | Jegyzőkönyv                                 | Jegyzőkönyv    | Jegyzőkönyv                                                                 |
| --- | ------------------ | ------------------------------------------- | -------------- | --------------------------------------------------------------------------- |
| | Andrés de la Garma | Kapusok                                     | Andrey Ilyenko | Játékvezető: Andrew Thackaberry Vonalbírók: Tomáš Brejcha Marc-Henri Progin |
| \| \| 0–1 \| 11:24 – Vasilchenko \| \| Pérez (Majul, Hagerman) (PP) – 13:17 \| 1–1 \| \| \| \| 1–2 \| 27:11 – Vasilchenko \| \| \| 1–3 \| 46:28 – Vasilchenko (Obolgogiani, Kozyulin) \| \| Majul (Gómez, Sierra) – 48:07 \| 2–3 \| \| |                    |                                             |                | Játékvezető: Andrew Thackaberry Vonalbírók: Tomáš Brejcha Marc-Henri Progin |
| 18 perc | Büntetések         | 6 perc                                      |                | Játékvezető: Andrew Thackaberry Vonalbírók: Tomáš Brejcha Marc-Henri Progin |
| 37 | Lövések            | 35                                          |                | Játékvezető: Andrew Thackaberry Vonalbírók: Tomáš Brejcha Marc-Henri Progin |
| | 0–1                | 11:24 – Vasilchenko                         |                | Játékvezető: Andrew Thackaberry Vonalbírók: Tomáš Brejcha Marc-Henri Progin |
| Pérez (Majul, Hagerman) (PP) – 13:17 | 1–1                |                                             |                | Játékvezető: Andrew Thackaberry Vonalbírók: Tomáš Brejcha Marc-Henri Progin |
| | 1–2                | 27:11 – Vasilchenko                         |                | Játékvezető: Andrew Thackaberry Vonalbírók: Tomáš Brejcha Marc-Henri Progin |
| | 1–3                | 46:28 – Vasilchenko (Obolgogiani, Kozyulin) |                |                                                                             |
| Majul (Gómez, Sierra) – 48:07 | 2–3                |                                             |                |                                                                             |

| 2019. április 24. 13:00 | Új-Zéland | 6–2 (2–2, 2–0, 2–0) | Grúzia | Santa Fe jégpálya, Mexikóváros Nézőszám: 100 |

| Jegyzőkönyv | Jegyzőkönyv   | Jegyzőkönyv                                         | Jegyzőkönyv    | Jegyzőkönyv                                                   |
| --- | ------------- | --------------------------------------------------- | -------------- | ------------------------------------------------------------- |
| | Richard Parry | Kapusok                                             | Andrey Ilyenko | Játékvezető: Benas Jakšys Vonalbírók: Sergio Biec Sem Ramírez |
| \| \| 0–1 \| 00:30 – Kozyulin (Zhuzhunashvili) \| \| Craig (Lee) – 10:14 \| 1–1 \| \| \| Gavoille (Challis) – 11:47 \| 2–1 \| \| \| \| 2–2 \| 14:16 – Kurbatov (Zhuzhunashvili, Obolgogiani) (PP) \| \| Eaden (Challis) (PP) – 31:35 \| 3–2 \| \| \| Lee (Challis, Craig) (PP) – 35:24 \| 4–2 \| \| \| Heyd (Challis, Lee) (PP) – 47:32 \| 5–2 \| \| \| Eaden (Heyd) – 52:35 \| 6–2 \| \| |               |                                                     |                | Játékvezető: Benas Jakšys Vonalbírók: Sergio Biec Sem Ramírez |
| 10 perc | Büntetések    | 10 perc                                             |                | Játékvezető: Benas Jakšys Vonalbírók: Sergio Biec Sem Ramírez |
| 34 | Lövések       | 34                                                  |                | Játékvezető: Benas Jakšys Vonalbírók: Sergio Biec Sem Ramírez |
| | 0–1           | 00:30 – Kozyulin (Zhuzhunashvili)                   |                | Játékvezető: Benas Jakšys Vonalbírók: Sergio Biec Sem Ramírez |
| Craig (Lee) – 10:14 | 1–1           |                                                     |                | Játékvezető: Benas Jakšys Vonalbírók: Sergio Biec Sem Ramírez |
| Gavoille (Challis) – 11:47 | 2–1           |                                                     |                | Játékvezető: Benas Jakšys Vonalbírók: Sergio Biec Sem Ramírez |
| | 2–2           | 14:16 – Kurbatov (Zhuzhunashvili, Obolgogiani) (PP) |                |                                                               |
| Eaden (Challis) (PP) – 31:35 | 3–2           |                                                     |                |                                                               |
| Lee (Challis, Craig) (PP) – 35:24 | 4–2           |                                                     |                |                                                               |
| Heyd (Challis, Lee) (PP) – 47:32 | 5–2           |                                                     |                |                                                               |
| Eaden (Heyd) – 52:35 | 6–2           |                                                     |                |                                                               |

| 2019. április 24. 16:30 | Izrael | 9–3 (2–1, 4–1, 3–1) | Észak-Korea | Santa Fe jégpálya, Mexikóváros Nézőszám: 210 |

| Jegyzőkönyv | Jegyzőkönyv | Jegyzőkönyv                     | Jegyzőkönyv | Jegyzőkönyv                                                            |
| --- | ----------- | ------------------------------- | ----------- | ---------------------------------------------------------------------- |
| | Nir Tichon  | Kapusok                         | Jo Kwan-su  | Játékvezető: Tomasz Radzik Vonalbírók: Tomáš Brejcha Marc-Henri Progin |
| \| Mazour (Sherbatov, Kozhevnikov) (PP) – 03:08 \| 1–0 \| \| \| \| 1–1 \| 04:55 – Hong (Kang I., An) (PP) \| \| Sherbatov – 09:44 \| 2–1 \| \| \| \| 2–2 \| 22:55 – Kim H. (Hong) \| \| Kozhevnikov (Frenkel) – 24:55 \| 3–2 \| \| \| Sherbatov (Hoffman) (SH) – 32:28 \| 4–2 \| \| \| Halpert (Kozhevnikov, Frenkel) – 36:02 \| 5–2 \| \| \| Sherbatov (PS) – 37:52 \| 6–2 \| \| \| Frenkel (Klein, Sherbatov) – 49:50 \| 7–2 \| \| \| Geller (Ben Tov) – 52:53 \| 8–2 \| \| \| \| 8–3 \| 53:30 – Kang M. (Jong, Son) \| \| Frenkel (Kozhevnikov) – 59:15 \| 9–3 \| \| |             |                                 |             | Játékvezető: Tomasz Radzik Vonalbírók: Tomáš Brejcha Marc-Henri Progin |
| 20 perc | Büntetések  | 26 perc                         |             | Játékvezető: Tomasz Radzik Vonalbírók: Tomáš Brejcha Marc-Henri Progin |
| 33 | Lövések     | 25                              |             | Játékvezető: Tomasz Radzik Vonalbírók: Tomáš Brejcha Marc-Henri Progin |
| Mazour (Sherbatov, Kozhevnikov) (PP) – 03:08 | 1–0         |                                 |             | Játékvezető: Tomasz Radzik Vonalbírók: Tomáš Brejcha Marc-Henri Progin |
| | 1–1         | 04:55 – Hong (Kang I., An) (PP) |             | Játékvezető: Tomasz Radzik Vonalbírók: Tomáš Brejcha Marc-Henri Progin |
| Sherbatov – 09:44 | 2–1         |                                 |             | Játékvezető: Tomasz Radzik Vonalbírók: Tomáš Brejcha Marc-Henri Progin |
| | 2–2         | 22:55 – Kim H. (Hong)           |             |                                                                        |
| Kozhevnikov (Frenkel) – 24:55 | 3–2         |                                 |             |                                                                        |
| Sherbatov (Hoffman) (SH) – 32:28 | 4–2         |                                 |             |                                                                        |
| Halpert (Kozhevnikov, Frenkel) – 36:02 | 5–2         |                                 |             |                                                                        |
| Sherbatov (PS) – 37:52 | 6–2         |                                 |             |                                                                        |
| Frenkel (Klein, Sherbatov) – 49:50 | 7–2         |                                 |             |                                                                        |
| Geller (Ben Tov) – 52:53 | 8–2         |                                 |             |                                                                        |
| | 8–3         | 53:30 – Kang M. (Jong, Son)     |             |                                                                        |
| Frenkel (Kozhevnikov) – 59:15 | 9–3         |                                 |             |                                                                        |

| 2019. április 24. 20:00 | Izland | 8–1 (2–0, 6–1, 0–0) | Mexikó | Santa Fe jégpálya, Mexikóváros Nézőszám: 758 |

| Jegyzőkönyv | Jegyzőkönyv     | Jegyzőkönyv           | Jegyzőkönyv                             | Jegyzőkönyv                                                             |
| --- | --------------- | --------------------- | --------------------------------------- | ----------------------------------------------------------------------- |
| | Dennis Hedström | Kapusok               | Andrés de la Garma Sebastian de la Vega | Játékvezető: Tim Tzirtziganis Vonalbírók: Justin Cornell Lasse Dahlerup |
| \| Mikaelsson (G. Arason, Sigrunarson) – 07:04 \| 1–0 \| \| \| Račanský (G. Arason) – 12:36 \| 2–0 \| \| \| \| 2–1 \| 23:16 – Majul (Pérez) \| \| Mikaelsson (Sigrunarson) (PP) – 25:12 \| 3–1 \| \| \| Johannesson (G. Arason, Andresson) – 26:03 \| 4–1 \| \| \| Orongan – 26:29 \| 5–1 \| \| \| Orongan (Sigurðsson) (PP2) – 28:09 \| 6–1 \| \| \| Pålsson (Račanský, Orongan) (PP) – 35:01 \| 7–1 \| \| \| Mikaelsson – 39:50 \| 8–1 \| \| |                 |                       |                                         | Játékvezető: Tim Tzirtziganis Vonalbírók: Justin Cornell Lasse Dahlerup |
| 12 perc | Büntetések      | 22 perc               |                                         | Játékvezető: Tim Tzirtziganis Vonalbírók: Justin Cornell Lasse Dahlerup |
| 46 | Lövések         | 23                    |                                         | Játékvezető: Tim Tzirtziganis Vonalbírók: Justin Cornell Lasse Dahlerup |
| Mikaelsson (G. Arason, Sigrunarson) – 07:04 | 1–0             |                       |                                         | Játékvezető: Tim Tzirtziganis Vonalbírók: Justin Cornell Lasse Dahlerup |
| Račanský (G. Arason) – 12:36 | 2–0             |                       |                                         | Játékvezető: Tim Tzirtziganis Vonalbírók: Justin Cornell Lasse Dahlerup |
| | 2–1             | 23:16 – Majul (Pérez) |                                         | Játékvezető: Tim Tzirtziganis Vonalbírók: Justin Cornell Lasse Dahlerup |
| Mikaelsson (Sigrunarson) (PP) – 25:12 | 3–1             |                       |                                         |                                                                         |
| Johannesson (G. Arason, Andresson) – 26:03 | 4–1             |                       |                                         |                                                                         |
| Orongan – 26:29 | 5–1             |                       |                                         |                                                                         |
| Orongan (Sigurðsson) (PP2) – 28:09 | 6–1             |                       |                                         |                                                                         |
| Pålsson (Račanský, Orongan) (PP) – 35:01 | 7–1             |                       |                                         |                                                                         |
| Mikaelsson – 39:50 | 8–1             |                       |                                         |                                                                         |

| 2019. április 26. 13:00 | Észak-Korea | 5–8 (3–2, 1–2, 1–4) | Új-Zéland | Santa Fe jégpálya, Mexikóváros Nézőszám: 105 |

| Jegyzőkönyv | Jegyzőkönyv        | Jegyzőkönyv                               | Jegyzőkönyv     | Jegyzőkönyv                                                                  |
| --- | ------------------ | ----------------------------------------- | --------------- | ---------------------------------------------------------------------------- |
| | Jo Kwang-su Pak Il | Kapusok                                   | Vincent Mitalas | Játékvezető: Andrew Thackaberry Vonalbírók: Lasse Dahlerup Marc-Henri Progin |
| \| Kang I. (Kim Ku.) – 01:20 \| 1–0 \| \| \| Hong C. (Ri S.) (SH) — 04:27 \| 2–0 \| \| \| Kim H. (Ri C., Kim Kw.) – 07:00 \| 3–0 \| \| \| \| 3–1 \| 13:06 – Schneider (Strayer, Polozov) (PP) \| \| \| 3–2 \| 16:24 – Strayer (Schneider, Cox) (PP) \| \| \| 3–3 \| 20:31 – Schneider (Strayer, Craig) (PP) \| \| Kim Kw. (Kim H.) (PP) – 31:49 \| 4–3 \| \| \| \| 4–4 \| 32:18 – Gavoille (Henderson, Challis) \| \| Ri S. (Kim Ku.) – 41:05 \| 5–4 \| \| \| \| 5–5 \| 43:40 – Polozov (Cox, Schneider) \| \| \| 5–6 \| 47:02 – Cox (Henderson, Schneider) \| \| \| 5–7 \| 47:33 – Amston (Gavoille, Strayer) \| \| \| 5–8 \| 50:03 – Eaden (Heyd, Mawson) \| |                    |                                           |                 | Játékvezető: Andrew Thackaberry Vonalbírók: Lasse Dahlerup Marc-Henri Progin |
| 14 perc | Büntetések         | 10 perc                                   |                 | Játékvezető: Andrew Thackaberry Vonalbírók: Lasse Dahlerup Marc-Henri Progin |
| 36 | Lövések            | 50                                        |                 | Játékvezető: Andrew Thackaberry Vonalbírók: Lasse Dahlerup Marc-Henri Progin |
| Kang I. (Kim Ku.) – 01:20 | 1–0                |                                           |                 | Játékvezető: Andrew Thackaberry Vonalbírók: Lasse Dahlerup Marc-Henri Progin |
| Hong C. (Ri S.) (SH) — 04:27 | 2–0                |                                           |                 | Játékvezető: Andrew Thackaberry Vonalbírók: Lasse Dahlerup Marc-Henri Progin |
| Kim H. (Ri C., Kim Kw.) – 07:00 | 3–0                |                                           |                 | Játékvezető: Andrew Thackaberry Vonalbírók: Lasse Dahlerup Marc-Henri Progin |
| | 3–1                | 13:06 – Schneider (Strayer, Polozov) (PP) |                 |                                                                              |
| | 3–2                | 16:24 – Strayer (Schneider, Cox) (PP)     |                 |                                                                              |
| | 3–3                | 20:31 – Schneider (Strayer, Craig) (PP)   |                 |                                                                              |
| Kim Kw. (Kim H.) (PP) – 31:49 | 4–3                |                                           |                 |                                                                              |
| | 4–4                | 32:18 – Gavoille (Henderson, Challis)     |                 |                                                                              |
| Ri S. (Kim Ku.) – 41:05 | 5–4                |                                           |                 |                                                                              |
| | 5–5                | 43:40 – Polozov (Cox, Schneider)          |                 |                                                                              |
| | 5–6                | 47:02 – Cox (Henderson, Schneider)        |                 |                                                                              |
| | 5–7                | 47:33 – Amston (Gavoille, Strayer)        |                 |                                                                              |
| | 5–8                | 50:03 – Eaden (Heyd, Mawson)              |                 |                                                                              |

| 2019. április 26. 16:30 | Grúzia | 6–3 (2–3, 2–0, 2–0) | Izland | Santa Fe jégpálya, Mexikóváros Nézőszám: 170 |

| Jegyzőkönyv | Jegyzőkönyv    | Jegyzőkönyv                              | Jegyzőkönyv     | Jegyzőkönyv                                                       |
| --- | -------------- | ---------------------------------------- | --------------- | ----------------------------------------------------------------- |
| | Andrey Ilyenko | Kapusok                                  | Dennis Hedström | Játékvezető: Tomasz Radzik Vonalbírók: Justin Cornell Sem Ramírez |
| \| \| 0–1 \| 07:11 – Račanský (Sigurðsson) \| \| \| 0–2 \| 09:20 – Račanský (Sigurðsson, Orongan) \| \| \| 0–3 \| 11:07 – Orongan (Račanský, Pålsson) (PP) \| \| Kozyulin (Zhuzhunashvili) (PP) – 17:33 \| 1–3 \| \| \| Zhuzhunashvili (Kozyulin) (PP2) – 19:36 \| 2–3 \| \| \| Obolgogiani (Zhuzhunashvili) – 22:05 \| 3–3 \| \| \| Kurbatov (Obolgogiani) (PP) – 33:49 \| 4–3 \| \| \| Obolgogiani (Kurbatov) (SH) – 52:12 \| 5–3 \| \| \| Vasilchenko – 56:04 \| 6–3 \| \| |                |                                          |                 | Játékvezető: Tomasz Radzik Vonalbírók: Justin Cornell Sem Ramírez |
| 16 perc | Büntetések     | 10 perc                                  |                 | Játékvezető: Tomasz Radzik Vonalbírók: Justin Cornell Sem Ramírez |
| 22 | Lövések        | 42                                       |                 | Játékvezető: Tomasz Radzik Vonalbírók: Justin Cornell Sem Ramírez |
| | 0–1            | 07:11 – Račanský (Sigurðsson)            |                 | Játékvezető: Tomasz Radzik Vonalbírók: Justin Cornell Sem Ramírez |
| | 0–2            | 09:20 – Račanský (Sigurðsson, Orongan)   |                 | Játékvezető: Tomasz Radzik Vonalbírók: Justin Cornell Sem Ramírez |
| | 0–3            | 11:07 – Orongan (Račanský, Pålsson) (PP) |                 | Játékvezető: Tomasz Radzik Vonalbírók: Justin Cornell Sem Ramírez |
| Kozyulin (Zhuzhunashvili) (PP) – 17:33 | 1–3            |                                          |                 |                                                                   |
| Zhuzhunashvili (Kozyulin) (PP2) – 19:36 | 2–3            |                                          |                 |                                                                   |
| Obolgogiani (Zhuzhunashvili) – 22:05 | 3–3            |                                          |                 |                                                                   |
| Kurbatov (Obolgogiani) (PP) – 33:49 | 4–3            |                                          |                 |                                                                   |
| Obolgogiani (Kurbatov) (SH) – 52:12 | 5–3            |                                          |                 |                                                                   |
| Vasilchenko – 56:04 | 6–3            |                                          |                 |                                                                   |

| 2019. április 26. 20:00 | Mexikó | 4–5 (h.u.) (3–1, 0–3, 1–0) (h.u.: 0–1) | Izrael | Santa Fe jégpálya, Mexikóváros Nézőszám: 794 |

| Jegyzőkönyv | Jegyzőkönyv        | Jegyzőkönyv                                    | Jegyzőkönyv | Jegyzőkönyv                                                    |
| --- | ------------------ | ---------------------------------------------- | ----------- | -------------------------------------------------------------- |
| | Andrés de la Garma | Kapusok                                        | Nir Tichon  | Játékvezető: Benas Jakšys Vonalbírók: Anže Bergant Sergio Biec |
| \| Majul (Sierra) – 00:14 \| 1–0 \| \| \| \| 1–1 \| 05:13 – Kozhevnikov (Sherf, Kozevnikov) \| \| Gómez (Majul, Sierra) – 14:26 \| 2–1 \| \| \| Cruz (Ugarte) (PP) – 18:56 \| 3–1 \| \| \| \| 3–2 \| 24:57 – Vernyy (Klein, Sherbatov) \| \| \| 3–3 \| 28:56 – Klein (Geller, Vernyy) \| \| \| 3–4 \| 30:45 – Sherbatov (Kozhevnikov) \| \| Gómez (Majul) – 47:20 \| 4–4 \| \| \| \| 4–5 \| 62:56 – Frenkel (Kozhevnikov, Kozevnikov) (PP) \| |                    |                                                |             | Játékvezető: Benas Jakšys Vonalbírók: Anže Bergant Sergio Biec |
| 12 perc | Büntetések         | 10 perc                                        |             | Játékvezető: Benas Jakšys Vonalbírók: Anže Bergant Sergio Biec |
| 26 | Lövések            | 37                                             |             | Játékvezető: Benas Jakšys Vonalbírók: Anže Bergant Sergio Biec |
| Majul (Sierra) – 00:14 | 1–0                |                                                |             | Játékvezető: Benas Jakšys Vonalbírók: Anže Bergant Sergio Biec |
| | 1–1                | 05:13 – Kozhevnikov (Sherf, Kozevnikov)        |             | Játékvezető: Benas Jakšys Vonalbírók: Anže Bergant Sergio Biec |
| Gómez (Majul, Sierra) – 14:26 | 2–1                |                                                |             | Játékvezető: Benas Jakšys Vonalbírók: Anže Bergant Sergio Biec |
| Cruz (Ugarte) (PP) – 18:56 | 3–1                |                                                |             |                                                                |
| | 3–2                | 24:57 – Vernyy (Klein, Sherbatov)              |             |                                                                |
| | 3–3                | 28:56 – Klein (Geller, Vernyy)                 |             |                                                                |
| | 3–4                | 30:45 – Sherbatov (Kozhevnikov)                |             |                                                                |
| Gómez (Majul) – 47:20 | 4–4                |                                                |             |                                                                |
| | 4–5                | 62:56 – Frenkel (Kozhevnikov, Kozevnikov) (PP) |             |                                                                |

| 2019. április 27. 13:00 | Izrael | 7–3 (2–1, 4–0, 1–2) | Grúzia | Santa Fe jégpálya, Mexikóváros Nézőszám: 85 |

| Jegyzőkönyv | Jegyzőkönyv | Jegyzőkönyv                                       | Jegyzőkönyv    | Jegyzőkönyv                                                         |
| --- | ----------- | ------------------------------------------------- | -------------- | ------------------------------------------------------------------- |
| | Nir Tichon  | Kapusok                                           | Andrey Ilyenko | Játékvezető: Benas Jakšys Vonalbírók: Marc-Henri Progin Sem Ramírez |
| \| \| 0–1 \| 11:26 – Vasilchenko (Obolgogiani, Kurbatov) (PP) \| \| Frenkel (Spivak, Sherbatov) – 14:58 \| 1–1 \| \| \| Frenkel (Kozhevnikov, Sherbatov) – 16:30 \| 2–1 \| \| \| Sherbatov (Frenkel, Kozhevnikov) – 22:13 \| 3–1 \| \| \| Mazour (R. Aharonovich, Halpert) – 22:36 \| 4–1 \| \| \| Sherbatov (Kozhevnikov, Spivak) – 34:35 \| 5–1 \| \| \| Klein (Sherbatov, Kozhevnikov) (PP) – 36:17 \| 6–1 \| \| \| \| 6–2 \| 41:25 – Kochkin (Kurbatov) \| \| \| 6–3 \| 47:12 – Vasilchenko (Obolgogiani, Zhuzhunashvili) \| \| Vernyy (Sherbatov) (SH, EN) – 58:03 \| 7–3 \| \| |             |                                                   |                | Játékvezető: Benas Jakšys Vonalbírók: Marc-Henri Progin Sem Ramírez |
| 10 perc | Büntetések  | 12 perc                                           |                | Játékvezető: Benas Jakšys Vonalbírók: Marc-Henri Progin Sem Ramírez |
| 28 | Lövések     | 32                                                |                | Játékvezető: Benas Jakšys Vonalbírók: Marc-Henri Progin Sem Ramírez |
| | 0–1         | 11:26 – Vasilchenko (Obolgogiani, Kurbatov) (PP)  |                | Játékvezető: Benas Jakšys Vonalbírók: Marc-Henri Progin Sem Ramírez |
| Frenkel (Spivak, Sherbatov) – 14:58 | 1–1         |                                                   |                | Játékvezető: Benas Jakšys Vonalbírók: Marc-Henri Progin Sem Ramírez |
| Frenkel (Kozhevnikov, Sherbatov) – 16:30 | 2–1         |                                                   |                | Játékvezető: Benas Jakšys Vonalbírók: Marc-Henri Progin Sem Ramírez |
| Sherbatov (Frenkel, Kozhevnikov) – 22:13 | 3–1         |                                                   |                |                                                                     |
| Mazour (R. Aharonovich, Halpert) – 22:36 | 4–1         |                                                   |                |                                                                     |
| Sherbatov (Kozhevnikov, Spivak) – 34:35 | 5–1         |                                                   |                |                                                                     |
| Klein (Sherbatov, Kozhevnikov) (PP) – 36:17 | 6–1         |                                                   |                |                                                                     |
| | 6–2         | 41:25 – Kochkin (Kurbatov)                        |                |                                                                     |
| | 6–3         | 47:12 – Vasilchenko (Obolgogiani, Zhuzhunashvili) |                |                                                                     |
| Vernyy (Sherbatov) (SH, EN) – 58:03 | 7–3         |                                                   |                |                                                                     |

| 2019. április 27. 16:30 | Izland | 4–2 (2–0, 2–0, 0–2) | Új-Zéland | Santa Fe jégpálya, Mexikóváros Nézőszám: 198 |

| Jegyzőkönyv | Jegyzőkönyv          | Jegyzőkönyv                                | Jegyzőkönyv   | Jegyzőkönyv                                                            |
| --- | -------------------- | ------------------------------------------ | ------------- | ---------------------------------------------------------------------- |
| | Snorri Sigurbergsson | Kapusok                                    | Richard Parry | Játékvezető: Tim Tzirtziganis Vonalbírók: Tomáš Brejcha Justin Cornell |
| \| Andresson (Guðnason) – 09:35 \| 1–0 \| \| \| Račanský (Orongan, Blöndal) – 10:35 \| 2–0 \| \| \| Mikaelsson (Leifsson, Þorsteinsson) – 20:53 \| 3–0 \| \| \| Johannesson (Knútsson) – 26:51 \| 4–0 \| \| \| \| 4–1 \| 44:36 – Cox (Polozov, Lee) (PP) \| \| \| 4–2 \| 59:22 – Schneider (Amston, Henderson) (EA) \| |                      |                                            |               | Játékvezető: Tim Tzirtziganis Vonalbírók: Tomáš Brejcha Justin Cornell |
| 12 perc | Büntetések           | 4 perc                                     |               | Játékvezető: Tim Tzirtziganis Vonalbírók: Tomáš Brejcha Justin Cornell |
| 39 | Lövések              | 23                                         |               | Játékvezető: Tim Tzirtziganis Vonalbírók: Tomáš Brejcha Justin Cornell |
| Andresson (Guðnason) – 09:35 | 1–0                  |                                            |               | Játékvezető: Tim Tzirtziganis Vonalbírók: Tomáš Brejcha Justin Cornell |
| Račanský (Orongan, Blöndal) – 10:35 | 2–0                  |                                            |               | Játékvezető: Tim Tzirtziganis Vonalbírók: Tomáš Brejcha Justin Cornell |
| Mikaelsson (Leifsson, Þorsteinsson) – 20:53 | 3–0                  |                                            |               | Játékvezető: Tim Tzirtziganis Vonalbírók: Tomáš Brejcha Justin Cornell |
| Johannesson (Knútsson) – 26:51 | 4–0                  |                                            |               |                                                                        |
| | 4–1                  | 44:36 – Cox (Polozov, Lee) (PP)            |               |                                                                        |
| | 4–2                  | 59:22 – Schneider (Amston, Henderson) (EA) |               |                                                                        |

| 2019. április 27. 20:00 | Észak-Korea | 2–8 (1–4, 0–1, 1–3) | Mexikó | Santa Fe jégpálya, Mexikóváros Nézőszám: 752 |

| Jegyzőkönyv | Jegyzőkönyv | Jegyzőkönyv                            | Jegyzőkönyv        | Jegyzőkönyv                                                             |
| --- | ----------- | -------------------------------------- | ------------------ | ----------------------------------------------------------------------- |
| | Jo Kwang-su | Kapusok                                | Andrés de la Garma | Játékvezető: Andrew Thackaberry Vonalbírók: Anže Bergant Lasse Dahlerup |
| \| \| 0–1 \| 01:56 – Majul (L. De la Vega) \| \| \| 0–2 \| 02:58 – Kelo (Sierra) (SH) \| \| \| 0–3 \| 09:46 – Smithers (Ugarte, Chávez) (PP) \| \| Kim H. (Kang I.) (PP2) – 12:13 \| 1–3 \| \| \| \| 1–4 \| 13:06 – Majul (Colas, Gómez) \| \| \| 1–5 \| 37:57 – Carrero (Cruz) \| \| \| 1–6 \| 43:19 – Benabib (Smithers, Duenas) \| \| \| 1–7 \| 45:57 – Gómez (Ugarte) (PP) \| \| \| 1–8 \| 56:38 – Chávez (Smithers, Gómez) (PP) \| \| Ri S. – 57:31 \| 2–8 \| \| |             |                                        |                    | Játékvezető: Andrew Thackaberry Vonalbírók: Anže Bergant Lasse Dahlerup |
| 46 perc | Büntetések  | 16 perc                                |                    | Játékvezető: Andrew Thackaberry Vonalbírók: Anže Bergant Lasse Dahlerup |
| 21 | Lövések     | 41                                     |                    | Játékvezető: Andrew Thackaberry Vonalbírók: Anže Bergant Lasse Dahlerup |
| | 0–1         | 01:56 – Majul (L. De la Vega)          |                    | Játékvezető: Andrew Thackaberry Vonalbírók: Anže Bergant Lasse Dahlerup |
| | 0–2         | 02:58 – Kelo (Sierra) (SH)             |                    | Játékvezető: Andrew Thackaberry Vonalbírók: Anže Bergant Lasse Dahlerup |
| | 0–3         | 09:46 – Smithers (Ugarte, Chávez) (PP) |                    | Játékvezető: Andrew Thackaberry Vonalbírók: Anže Bergant Lasse Dahlerup |
| Kim H. (Kang I.) (PP2) – 12:13 | 1–3         |                                        |                    |                                                                         |
| | 1–4         | 13:06 – Majul (Colas, Gómez)           |                    |                                                                         |
| | 1–5         | 37:57 – Carrero (Cruz)                 |                    |                                                                         |
| | 1–6         | 43:19 – Benabib (Smithers, Duenas)     |                    |                                                                         |
| | 1–7         | 45:57 – Gómez (Ugarte) (PP)            |                    |                                                                         |
| | 1–8         | 56:38 – Chávez (Smithers, Gómez) (PP)  |                    |                                                                         |
| Ri S. – 57:31 | 2–8         |                                        |                    |                                                                         |